# Altinote haemera
Altinote haemera är en fjärilsart som beskrevs av Jordan 1913. Altinote haemera ingår i släktet Altinote, och familjen praktfjärilar. Inga underarter finns listade.